# FOX (canal internacional)
FOX és un canal de televisió d'entreteniment propietat de Fox International Channels basat en l'emissió de sèries. El canal emet en diferents regions del món en versions diferents: Àsia, Amèrica del Sud, Espanya, Itàlia, Portugal, Turquia, Alemanya i Polònia.
A partir de l'any 2005, algunes de les sèries relacionades amb el crim, la investigació i l'horror foren traslladades al nou canal FOX Crime.

## Programació
El canal emet les sèries de les principals cadenes nord-americanes, com ara House, MD, Els Simpson, Prison Break o Lost abans que ho facin els canals en obert. Tanmateix, no només emet produccions nord-americanes, ja que a l'abril del 2011 les versions de FOX d'Amèrica del Sud i d'Espanya van estrenar una sèrie de producció anomenada Mentes en shock que narra la vida de León Robles, un psiquiatre en crisi interpretat per l'actor alacantí Alejandro Tous.
- 24
- American Dad
- Anatomia de Grey
- Bones
- Brothers & Sisters
- Californication
- Desperate Housewives
- Dexter
- Els Simpson
- Family Guy
- Gilmore Girls
- Glee
- House, MD
- How I Met Your Mother
- Las Vegas
- Lost
- Medium
- My Name Is Earl
- Prison Break
- Smallville
- The Cleveland Show
- The O.C.
- The X-Files
- The Walking Dead
- Will & Grace

## Eslògans
El canal acompanya la promoció de les sèries i del seu canal amb eslògans adaptats a cada país: "Your No. 1 US Entertainment Channel", "A casa das séries", "Primero en FOX" o "TV'nin yeni Yüzü", entre d'altres.